# Касл-Ховард
Касл-Ховард (англ. Castle Howard, собств. «замок Говардов») — родовое поместье английского аристократического семейства Говардов, на протяжении всей своей истории принадлежавшее графам Карлайл. Расположено в Северном Йоркшире, в 25 км к северу от Йорка.

## История и современность
Резиденция построена в 1699—1712 годах по проекту сэра Джона Ванбру (автор Бленхейма) для Чарльза Говарда и слывёт самым пышным барочным дворцом во всей Великобритании. Вокруг дворца раскинулся французский парк, в стороне — дендрарий. Дворец пострадал в 1940 году от пожара, но был восстановлен. В интерьере — интересная коллекция живописи, включающая рисунки Микеланджело. Замок входит в число девяти частных «домов-сокровищ» Англии.
Дворцовый комплекс фигурировал в фильме «Гарфилд 2: История двух кошечек» как место обитания кота-принца и в качестве заглавного в телесериале "Возвращение в Брайдсхед" .